# Salvatore Bertuccelli
Salvatore Bertuccelli (Messina, 25 settembre 1966) è un allenatore di calcio ed ex calciatore italiano, di ruolo attaccante.

## Carriera

### Giocatore
Giocò 60 partite in Serie B con le maglie di Avellino e Taranto, mettendo a segno 12 reti.

### Allenatore
Intraprende la carriera di allenatore come vice, a più riprese, del Taranto, spesso con Francesco Dellisanti allenatore.

## Palmarès

### Giocatore

#### Competizioni nazionali
- Serie C2: 1

Taranto: 2000-2001